# Giorgia Russo
Giorgia Russo (28 de abril de 1993) es una deportista italiana que compite en halterofilia. Ganó dos medallas de bronce en el Campeonato Europeo de Halterofilia, en los años 2018 y 2019.

## Palmarés internacional
| Campeonato Europeo | Campeonato Europeo | Campeonato Europeo | Campeonato Europeo |
| Año                | Lugar              | Medalla            | Categoría          |
| ------------------ | ------------------ | ------------------ | ------------------ |
| 2018               | Bucarest (Rumania) | Medalla de bronce  | 53 kg              |
| 2019               | Batumi (Georgia)   | Medalla de oro     | 49 kg              |